# Lista de equações de Euler (hidrodinâmica)
Em dinâmica de fluidos, as equações de Euler são as equações que descrevem o movimento de um fluido compressível não viscoso. Sua expressão corresponde às equações de Navier-Stokes quando as componentes dissipativas são desprezáveis frente às convectivas, isto nos leva às seguintes condições que se podem deduzir através da análise de magnitudes das Navier-Stokes:
{\displaystyle Re={\frac {\rho _{0}U_{0}L_{0}}{\mu }}\gg 1}
Ainda que, habitualmente, se expressam na forma mostrada neste artigo, dado que deste modo se enfatiza o fato de que representam diretamente a conservação de massa, momento e energia. 
Estas equações se chamam assim em honra a Leonhard Euler que as deduziu diretamente das leis de Newton. Este artigo contempla as conotações aplicáveis à mecânica clássica; para fluidos compressíveis com velocidades próximas à velocidade da luz se deve consultar o artigo equações relativísticas de Euler.
descobri a equação da vibração.

## Expressão matemática
Ainda que formalmente as equações de Euler se reduzem a fluxo irrotacional no limite de desaparecimento do número de Mach (ou seja, para números de Mach muito pequenos), isto não é útil na prática, devido essencialmente a que a aproximação de incompressibilidade não resulta em exatidão aos cálculos. A expressão diferencial destas equações é a seguinte:
{\displaystyle {\partial \rho  \over \partial t}+\nabla \cdot (\rho \mathbf {u} )=0}
{\displaystyle \rho {\partial {\mathbf {u} } \over \partial t}+\rho \mathbf {u} \cdot \nabla (\mathbf {u} )+\nabla p=0}
{\displaystyle {\partial E \over \partial t}+\nabla \cdot (\mathbf {u} (E+p))=0}
onde {\displaystyle E=\rho e+\rho (u^{2}+v^{2}+w^{2})/2} é a energia total por unidade de volume ({\displaystyle e} é a energia interna por unidade de massa para o fluido), {\displaystyle p} é a pressão, {\displaystyle u} a velocidade do fluido e {\displaystyle \rho } a densidade do fluido. A segunda equação inclui a divergência de um tensor diádico e pode ficar mais clara de acordo à seguinte notação:
{\displaystyle {\partial \rho u_{j} \over \partial t}+{\partial \rho u_{i}u_{j} \over \partial x_{i}}+{\partial p \over \partial x_{j}}=0}
Note-se que as equações anteriores estão expressas em forma de conservação ou equilíbrio, dado que com esta forma se enfatiza sua origem física (e é além disso em grande medida a mais conveniente para a simulação computacional da dinâmica de fluidos). O componente do momento das equações de Euler se expressa do seguinte modo:
{\displaystyle \rho \left({\frac {\partial }{\partial t}}+{\mathbf {u} }\cdot \nabla \right){\mathbf {u} }+\nabla p=0}
ainda que esta forma oculte a conexão direta existente entre as equações de Euler e a segunda lei de Newton (em particular, não é claramente intuitivo por que esta equação é correta e {\displaystyle \left(\partial /{\partial t}+{\mathbf {u} }\cdot \nabla \right)(\rho {\mathbf {u} })+\nabla p=0} não o é). Em formato vetorial as equações de Euler ficam expressas do seguinte modo:
{\displaystyle {\frac {\partial U}{\partial t}}+{\frac {\partial F}{\partial x}}+{\frac {\partial G}{\partial y}}+{\frac {\partial H}{\partial z}}=0}
onde
{\displaystyle U={\begin{pmatrix}\rho \\\rho u\\\rho v\\\rho w\\E\end{pmatrix}}\qquad F={\begin{pmatrix}\rho u\\p+\rho u^{2}\\\rho uv\\\rho uw\\u(E+p)\end{pmatrix}}\qquad G={\begin{pmatrix}\rho v\\\rho uv\\p+\rho v^{2}\\\rho vw\\v(E+p)\end{pmatrix}}\qquad H={\begin{pmatrix}\rho w\\\rho uw\\\rho vw\\p+\rho w^{2}\\w(E+p)\end{pmatrix}}.\qquad }
Esta forma deixa mais claro que {\displaystyle F,G,H} são caudais.
As equações anteriores representam portanto a conservação da massa, os três componentes do momento e a energia. Há portanto cinco equações e seis incógnitas {\displaystyle (\rho ,u,v,w,E,p)}. Para fechar o sistema se necessita uma equação de estado; a equação de estado mais comumente utilizada é a lei dos gases ideais ( p.e. {\displaystyle p=\rho (\gamma -1)e} ).
Uma característica muito importante das Equações de Euler é que devido a que procedem de uma redução das Equações de Navier-Stokes desprezando os termos provenientes dos términos dissipativos como afirmado no princípio, se elimina nas equações os termos em derivadas parciais de maior grau: {\displaystyle \nabla {\overline {\tau }}} na equação da quantidade de movimento assim como {\displaystyle \nabla (K\nabla T)}  e         {\displaystyle \tau ':\nabla v} da equação da energia, estas equações não poderiam cumprir com todas as condições de contorno naturais. Em particular não cumprem com a condição de não deslizamento nas superficies de contato com sólidos ou a condição de continuidade da temperatura, estas descontinuidades carecem de importância para muitas aplicações mas não para outras o que envolve tratar nessas descontinuidades com outras equações que finalmente envolveriam a temas muito profumdos dentro desta disciplina como é a "Teoria da camada limite".
Por último há de se dizer que em fluxos supersônicos se produzem outras descontinuidades nestas equações como são as Ondas de Choque ou as Ondas de Mach.
Note-se a desigual forma para a equação da energia; ver a equação de Rankine-Hugoniot. Os termos adicionais que contém a expressão p (pressão) podem ser interpretados como o trabalho mecânico realizado pelo fluido em um elemento de fluido pelos elementos fluidos próximos que se movem ao redor. Estos termos somam zero em um fluido incompressível.
A mais conhecida equação de Bernoulli pode ser obtida integrando a equação de Euler através de uma linha de corrente (linhas nas quais a velocidade do fluido é tangente em cada ponto) assumindo que a densidade é constante e com uma equação de estado adequada.